# María Rivas (cantante)
María Asunción Rivas, in arte María Rivas (Caracas, 26 gennaio 1960 – Miami, 19 settembre 2019), è stata una cantante e chitarrista venezuelana.

## Discografia
- 1990 - Primogénito
- 1992 - Manduco
- 1994 - Mapalé
- 1996 - Muaré
- 1999 - Café negrito
- 2003 - En concierto: María Rivas y Aldemaro Romero
- 2005 - Aquador
- 2006 - María Rivas: 18 grandes éxitos
- 2007 - Pepiada Queen
- 2010 - Live Lunch Break